# Zingende Zusjes
De Zingende Zusjes was een muziekduo uit Velsen-Noord, dat in de jaren vijftig en zestig bekendheid kreeg met een repertoire van geestelijke liederen. Het duo werd gevormd door de zussen Marry (1934 - 2018) en Thea  Verheij (1940 - ). Ondanks hun succes weigerden ze het commerciële circuit in te gaan.

## Hoge verkoopcijfers
Marry (de sopraan) speelde gitaar, Thea (de alt) tokkelde op de ukelele. Bij de Haarlemse operazanger Louis Louman volgden de meisjes zanglessen. Marry zong meestal de eerste stem en Thea de tweede. De royalty's van hun honderdduizenden plaatjes - in totaal maakten ze 24 singles, 16 ep's en 11 lp's - gingen naar de zending. Vanwege de hoge verkoopcijfers spoorde de platenproducer de meisjes aan de commerciële kant op te gaan, maar dat weigerde het duo steevast, vertelden de zussen in 1996 aan Haarlems Dagblad.
Ze traden op in vrolijk gekleurde, zelfgemaakte japonnetjes. Nadat een evangelist de meisjes tijdens een bijeenkomst had aangekondigd als 'De Zingende Zusjes', namen ze deze naam over. In 1956 maakten ze hun debuut op een woonwagenkamp in Beverwijk. Marry was toen tweeëntwintig jaar oud en Thea zestien. In korte tijd werden ze een veelgevraagd duo in Beverwijk en omstreken. Op het programma stonden liederen uit de Bundel van Johannes de Heer, maar ook composities van Marry's latere echtgenoot Jo Koekkoek en het IJmuidense echtpaar Ploeg-Dienaar. Overdag werkten Marry en Thea op kantoor, 's avonds trokken ze door het land.

## Maranathabeweging
De ouders van de zusjes waren aanvankelijk gereformeerd, maar kwamen in de jaren vijftig in de ban van de Maranathabeweging. Vader Verheij, elektrotechnisch hoofdopzichter bij de Hoogovens, organiseerde huissamenkomsten voor belangstellenden, waar opwekkingsliederen werden gezongen en sommige bezoekers tot bekering kwamen. De zusjes leverden met hun zang een bijdrage aan die samenkomsten. Ook togen ze er met predikanten en lekenprekers op uit om te evangeliseren op straathoeken. Dit tot ergernis van veel gereformeerden in Velsen-Noord, die weinig ophadden met de - in hun ogen - lichtzinnige Maranathabeweging. Uiteindelijk besloot de kerkenraad tot ingrijpen. Het gezin Verheij werd uit de kerk aan de Koningslaan gezet.
Het succes van het duo liep begin jaren zeventig op zijn einde, toen de vrouwen trouwden en hun gezinnen de nodige aandacht opeisten. Soms zijn de Zingende Zusjes nog te horen in verzoekplatenprogramma's van de Evangelische Omroep en via Gospel Radio Parousia, een internetradio.
Marry, één van de twee zussen overleed op 8 april 2018 